# Saint-Gingolph (Suíça)
Saint-Gingolph é uma comuna da Suíça, situada no distrito de Monthey, no cantão de Valais. Tem 144 km² de área e sua população em 2018 foi estimada em 981 habitantes.
Localiza-se na margem oriental do Lago Léman, de frente para a comuna homônima situada na França, com quem até 1569 formou uma comunidade unida.